# Galsangiin Bjambaa
Galsangiin Bjambaa (mongolisch Бямбаа Галсангийн, * 1. Mai 1938) ist ein mongolischer Bogenschütze.
Bjambaa nahm an den Olympischen Spielen 1972 in München teil und beendete Wettkampf im Bogenschießen mit 2.253 Punkten auf dem 43. Rang unter 55 Teilnehmern. Seine Landsfrauen Natjavyn Dariimaa und Doljingiin Demberel erreichten im Wettbewerb der Frauen eine bessere Platzierung als Bjambaa.